# Nol de Ruiter
Nol de Ruiter (* 6. April 1940 in Utrecht; † 21. Mai 2025 in Houten) war ein niederländischer Fußballspieler und Fußballtrainer.

## Spielerkarriere
De Ruiter war Amateurfußballer bei DOS, Velox und USV Elinkwijk. Diese drei Vereine fusionierten später zum FC Utrecht.

## Trainerkarriere
De Ruiters Trainerlaufbahn begann 1974 beim FC Den Bosch. Mit dem Klub spielte er zwei Jahre in der Eerste Divisie, ehe er 1976 zu Ligakonkurrent SC Cambuur-Leeuwarden wechselte. Doch wie schon in Den Bosch, blieb auch hier der Erfolg aus. Beste Platzierung in der zweiten Liga war 1979/80, als der fünfte Platz erreicht wurde. Anschließend führte de Ruiter die Geschicke des FC Wageningen. Nach zwei Jahren dort folgte das Ende. Nach einem Jahr SVV Schiedam trainierte er 1983/84 SC Veendam. 1984 nahm ihn der FC Utrecht unter Vertrag. Mit den Utrechtern spielte de Ruiter meist im Mittelfeld der Tabelle. Rang sechs 1986/87 war die beste Positionierung unter seiner Regie. Nach seinem Aus beim FCU kam der Trainer zu einer dreijährigen Auszeit. Schließlich wurde er überraschend 1990 vom KNVB als Bondscoach der Niederlande eingesetzt. Diesen Job übernahm er von Thijs Libregts als Interimstrainer. Nach zwei Spielen, bei dem ein Spiel verloren und ein Spiel gewonnen wurde, wurde de Ruiter von Leo Beenhakker abgelöst, der das Team zur Weltmeisterschaft 1990 führte. 1992 übernahm de Ruiter bei ADO Den Haag wieder einen Cheftrainerposten. Unter seiner Regie sollte der sofortige Wiederaufstieg gelingen. Doch nach Platz acht und sieben in der Eerste Divisie trennten sich die Wege zwischen Trainer und Verein nach zwei Jahren wieder. Zwischen 1994 und 1995 war er kurzzeitig Trainer der ägyptischen Nationalmannschaft. Nachdem sich de Ruiter im Januar 1995 weigerte seine Mannschaft bei einem Spiel in Algerien wegen innenpolitischer Probleme zu betreuen, wurde er entlassen. Schließlich kehrte de Ruiter 1995/96 nochmals für ein Jahr zum FC Utrecht zurück. Dies war seine letzte Trainerstation. Er verstarb in der Nacht vom 20. Mai zum 21. Mai 2025 im Alter von 85 Jahren in  Houten.